# Motala Schacksällskap
Motala Schacksällskap (förkortas MSS) är en svensk schackklubb i Motala. Klubben grundades den 5 oktober 1936, och ett år senare gick man med i Östergötlands Schackförbund och därmed även i Sveriges Schackförbund. Sedan dess har klubben anordnat Schack-SM två gånger, 1946 och 1976. 1946 sattes nytt deltagarrekord i SM med 267 deltagare.